# 圣方济各圣殿主教座堂
圣方济各圣殿主教座堂（Cathedral Basilica of Saint Francis of Assisi）是天主教圣菲总教区的主教座堂，位于美国新墨西哥州圣菲。
该堂建于1869-1886年，为罗马复兴风格。
2005年10月4日，教宗本笃十六世将该堂升格为宗座圣殿。

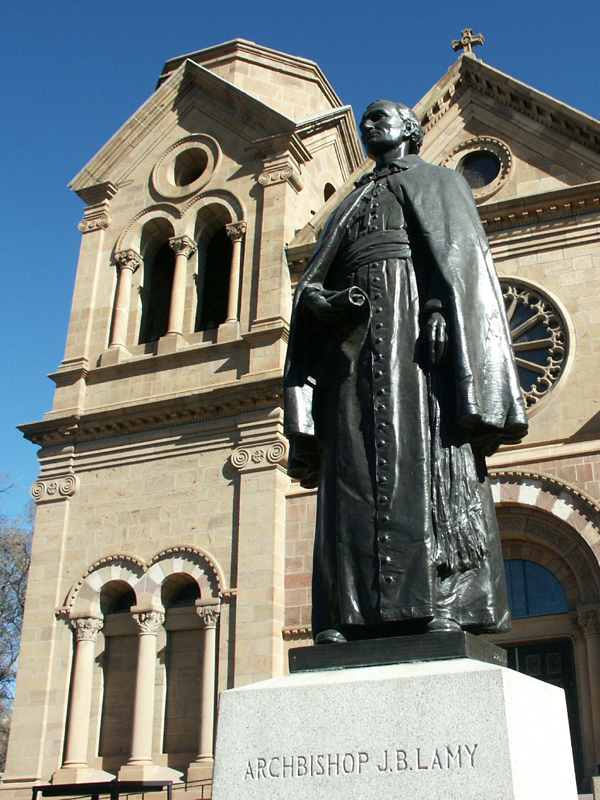
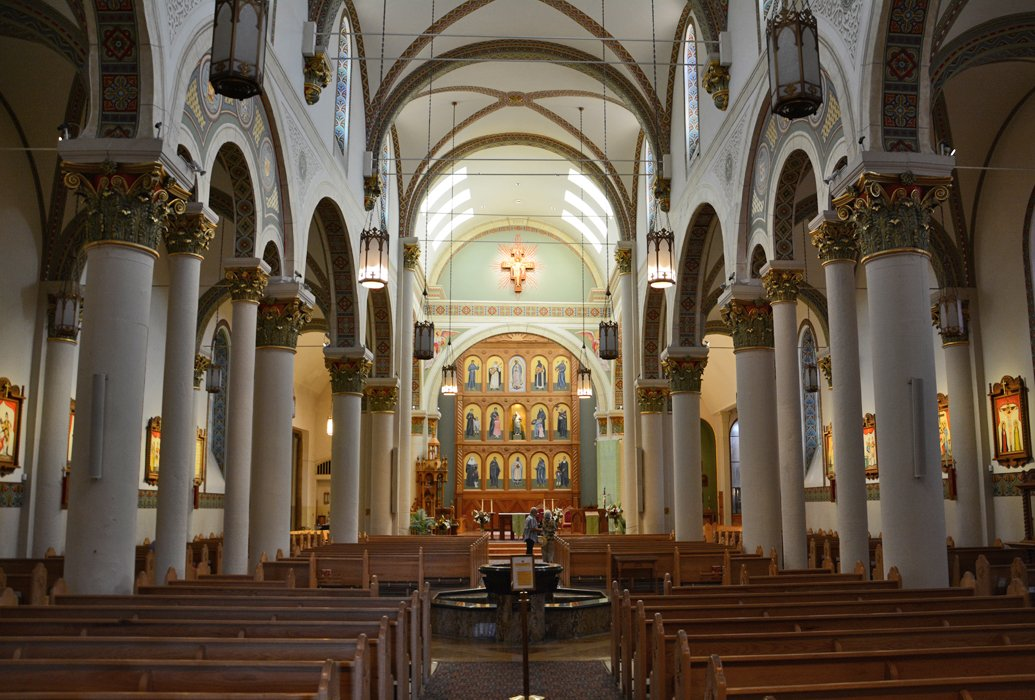
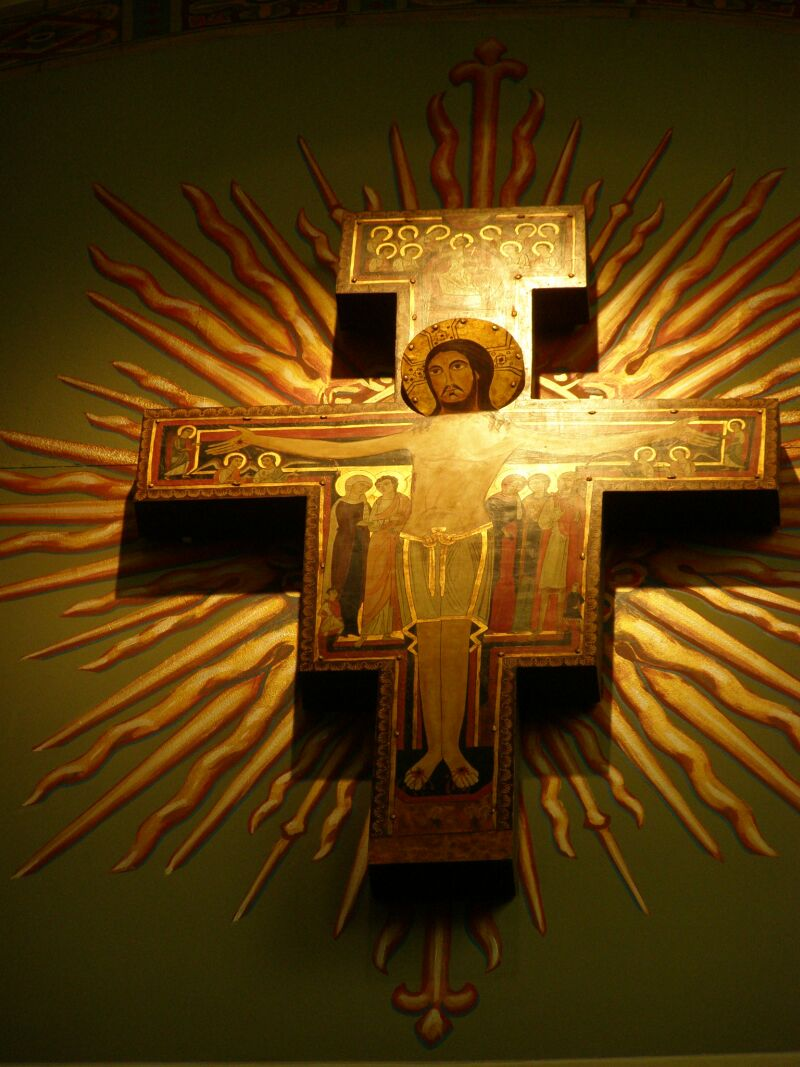
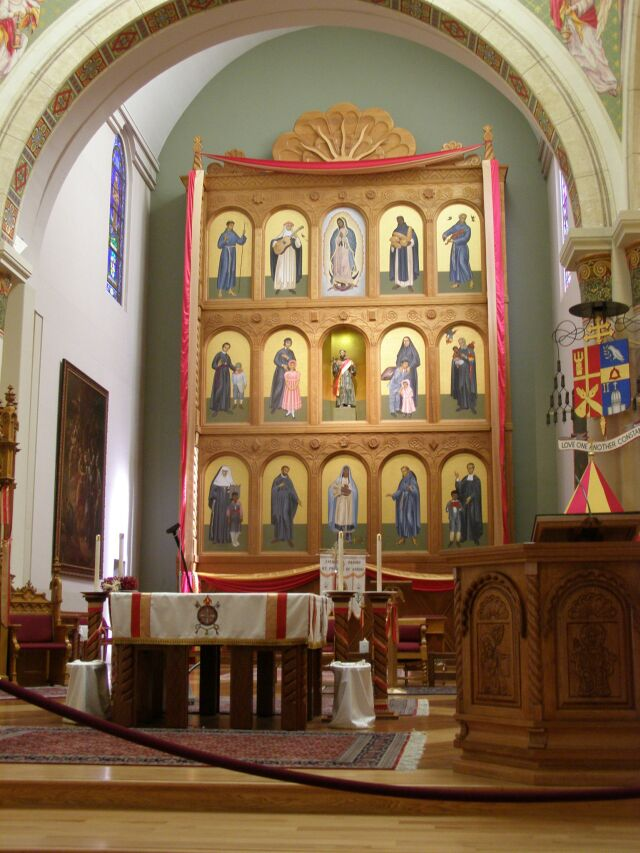